# André Lichnerowicz
André Lichnerowicz (Bourbon-l'Archambault, 21 de janeiro de 1915 — 11 de dezembro de 1998) foi um geômetra diferencial e físico matemático francês de ascendência polonesa.
Recebeu o Doutoramento Honoris Causa da Universidade de Coimbra em 1984.

## Obras com tradução para o inglês
- Elements of Tensor Calculus, John Wiley and Sons, 1962
- Relativistic Hydrodynamics and Magnetohydrodynamics, W. A. Benjamin, 1967
- Linear Algebra and Analysis' Holden Day, 1967
- Geometry of Groups of Transformations, Leyden: Noordhoff, [1958] 1976
- Global Theory of Connection and Holonomy Groups Leyden: Noordhoff, [1955] 1976
- Magnetohydrodynamics: Waves and Shock Waves in Curved Space-Time Kluwer, Springer 1994. ISBN 0792328051
- com Alexandre Favre, Henri Guitton, and Jean Guitton, Chaos and Determinism, Johns Hopkins, 1995
- com Alain Connes, and Marco Schutzenberger, Triangle of Thoughts, American Mathematical Society, 2000

## Tributo
- Cahen, M.; Lichnerowicz, André; Flato, M., eds., Differential Geometry and Relativity: A Volume in Honour of André Lichnerowicz on His 60th Birthday, Reidel, 1976. ISBN 9027707456